# Pierre Perron
Pierre Perron (* 14. März 1959) ist ein kanadischer Wirtschaftswissenschaftler, der sich insbesondere im Bereich der Ökonometrie hervorgetan hat.

## Werdegang, Forschung und Lehre
Perron studierte zwischen 1978 und 1982 Wirtschaftswissenschaft zunächst an der McGill University in Montreal, an der 1981 als Bachelor of Arts graduierte, und anschließend der Queen’s University in Kingston, die er mit einem akademischen Grad des Master of Arts in Richtung Yale University verließ. Dort machte er bis 1986 bei Peter C. B. Phillips seinen Ph.D. In seiner Abschlussarbeit entwickelte er dabei einen als Phillips-Perron-Test bekannten statistischen Test für stochastische Prozesse mit Einheitswurzel.
Bereits ab 1985 war Perron als Lecturer an der Universität Montreal tätig, nach Abschluss seines Studiums im folgenden Jahr übernahm er die Aufgaben eines Assistant Professors. 1988 wechselte er an die Princeton University, ehe er 1992 als Associate Professor an die Universität Montreal zurückkehrte. Dort wurde er 1994 zum ordentlichen Professor berufen. 1997 folgte er einem Ruf der Boston University. Zudem visitierte er unter anderem mehrfach an der Päpstlichen Katholischen Universität von Rio de Janeiro, der Universidade de São Paulo sowie an der in Dijon angesiedelten Universität von Burgund, der Universität Lausanne und dem Institut national de la statistique et des études économiques in Paris. Zwischen 2003 und 2013 war Perron Mitherausgeber des Econometrics Journals. Er ist Mitglied unter anderem der Econometric Society, der Canadian Economics Association, in dessen Exekutivkomitee er 1995 bis 1997 saß, der American Economic Association sowie der American Finance Association.
Perrons Arbeitsschwerpunkte liegen im Bereich Ökonometrie und statistischer Verfahren in der Zeitreihenanalyse mit Fokus auf Strukturbrüche. In den letzten Jahren hat er vermehrt sein Augenmerk auf die praktische Anwendung mit Hinblick auf die Analysen rund um den Klimawandel gelegt.
Seit 2020 zählt ihn der Medienkonzern Clarivate zu den Favoriten auf einen Nobelpreis (Clarivate Citation Laureates).